# メナイ吊橋
メナイ吊橋（メナイつりばし、英語: Menai Suspension Bridge、ウェールズ語: Pont Grog y Borth）は、北ウェールズのアングルシー島とウェールズの本土（グレートブリテン島）のグウィネズ間の道路交通を結ぶためにメナイ海峡に架かけられた吊橋である。橋はトーマス・テルフォードにより設計され、1826年に完成したもので、イギリス指定建造物1級 (Grade I) に指定されている。完成から1834年までは世界最長の吊橋であった。

## 背景
メナイ海峡は、メナイ海峡断層系に関連する脆弱な線上沿いに、氷食により形成されものである。一連の更新世の氷期（約258万年前から1万1700年前まで）の間に、連続した氷床がアングルシー島とそれに隣り合うアルフォンを横切って北東から南西に移動し、下にある岩を研磨して、連なる線状基盤岩の谷間を形成した。これらの流路の最深部は、氷床が後退してメナイ海峡を形造ると最終的に海水に水没した。メナイ (Menai) という名称は、ウェールズ語の main-aw または main-wy に由来し、「狭い水域」（英: ‘narrow water’）を意味する。
アングルシーは、記録にあるヒトの歴史において島であり、そこに到達する唯一の方法は海峡の横断であった。しかし、それは常に危険な試みであり、なぜなら2方向に満ち引きする一日4度の潮汐が、小船が沈没するほどの激しい潮流や渦流を引き起こすことによる。そんな危険をよそに、渡し船（英: ferries）がメナイ海峡に絶え間なく運航され、島と本土を結び乗客や物品を運搬した。1785年、55人を乗せた船（英: boat）がメナイ海峡の南端で大強風のなか座礁して沈没し始め、カーナーヴォンからの救助艇が大破して沈む船にたどり着く前に、生き延びたのは1人だけであった。同じように、アングルシーの主な収入源はウシの販売であり、ロンドンなど本土の市場への移動には、ウシを水に追いやって海峡を泳ぎ渡るように仕向ける必要があり、貴重な家畜を失うような事態もしばしば起こった。干潮時には水深 17インチ (0.4 m) となるような砂州もあったが、歩いて渡るのはやはり非常に困難であった。
1800年、アイルランドは連合法の可決によりグレートブリテンに併合されることになった。これによりアイルランド島のダブリンに向かう途上、ロンドンとアングルシー島のホリーヘッドの間を移動する渡航者が急速に増加した。しかし橋が架かるまで、アングルシー島にはウェールズ本土との接続が確立しておらず、メナイ海峡の危険な水域を渡し船で横断することを余儀なくされていた。1815年、連合王国議会は土木技師のトーマス・テルフォードに与えた事業の責任において、ホリーヘッド・ロード (A5) 建設の法令を制定した。克服することが困難ないくつかの地理的障害があるにもかかわらず、アイルランドへの最短（約100km）地点であるホリーヘッドがダブリンに渡るフェリーの主要港であったことから、この経路が選択された。テルフォードはロンドンからホリーヘッドまでの経路の調査を完了した後、メナイ海峡における本土のバンガー付近からアングルシー島の Porthaethwy（今日のメナイ・ブリッジ）の村に向けて橋を架けることが最善の選択であると提案した。
架橋の場所は、下を通過する帆船（トールシップ）の航行を可能とする十分な高さのある高い土手があったことから選定された。テルフォードは、この地点が海峡の流れの速い水域を渡すには十分な径間となることから、吊橋が最良の選択であると提言した。1818年、テルフォードの提案は議会により承認された。

## 建設

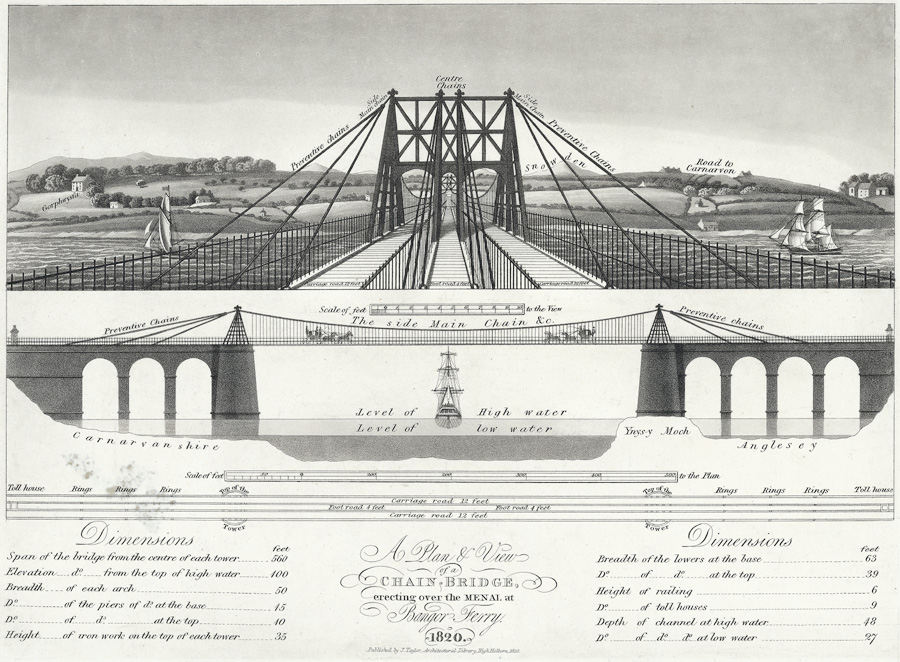
完成前1820年作成の橋の設計・景観図（鉄柵状の主塔ほか鎖ケーブルも異なる）

テルフォードの設計による橋の建設は、1819年8月10日より、海峡の両側の石積みのアーチと塔から開始され、この工事に6年を要した。これらはペンモンの石灰岩により構築され、内部は隔壁を備えた空洞であった。
次いで、支間長 176.4メートル (579 ft) を支持するため、それぞれ長さ 2.9メートル (9.5 ft) の錬鉄の棒材（アイバー）935本でできた16本の膨大な鎖（チェーン）ケーブルに取り掛かった。製造から使用までの間に錆びるのを避けるため、鉄は亜麻仁油に浸され、後に塗装された。鎖（チェーン）はそれぞれ 522.3メートル (1,714 ft) を測り、重量は 121ロングトン (123 t; 136ショートトン) であった。それらの吊る強さは 2,016ロングトン (2,048 t; 2,258ショートトン) と計算された。鉄材は合計2187トンが使用された。
1825年4月26日に最初の鎖ケーブルが架けられた。総員150人により、長さ 140メートル (460 ft) 余り、幅 1.8メートル (5.9 ft) のいかだから、ウインチ2台でケーブルを引き上げて固定するという大作業が成功した際、テルフォードはひざまずき神に感謝の祈りを捧げたといわれる。その後7月25日にはすべて引き上げられ、橋は1826年1月30日、大ファンファーレのうちに開通し、最初にロンドンからホリーヘッドに向かう郵便馬車が渡った。

## 開通以降

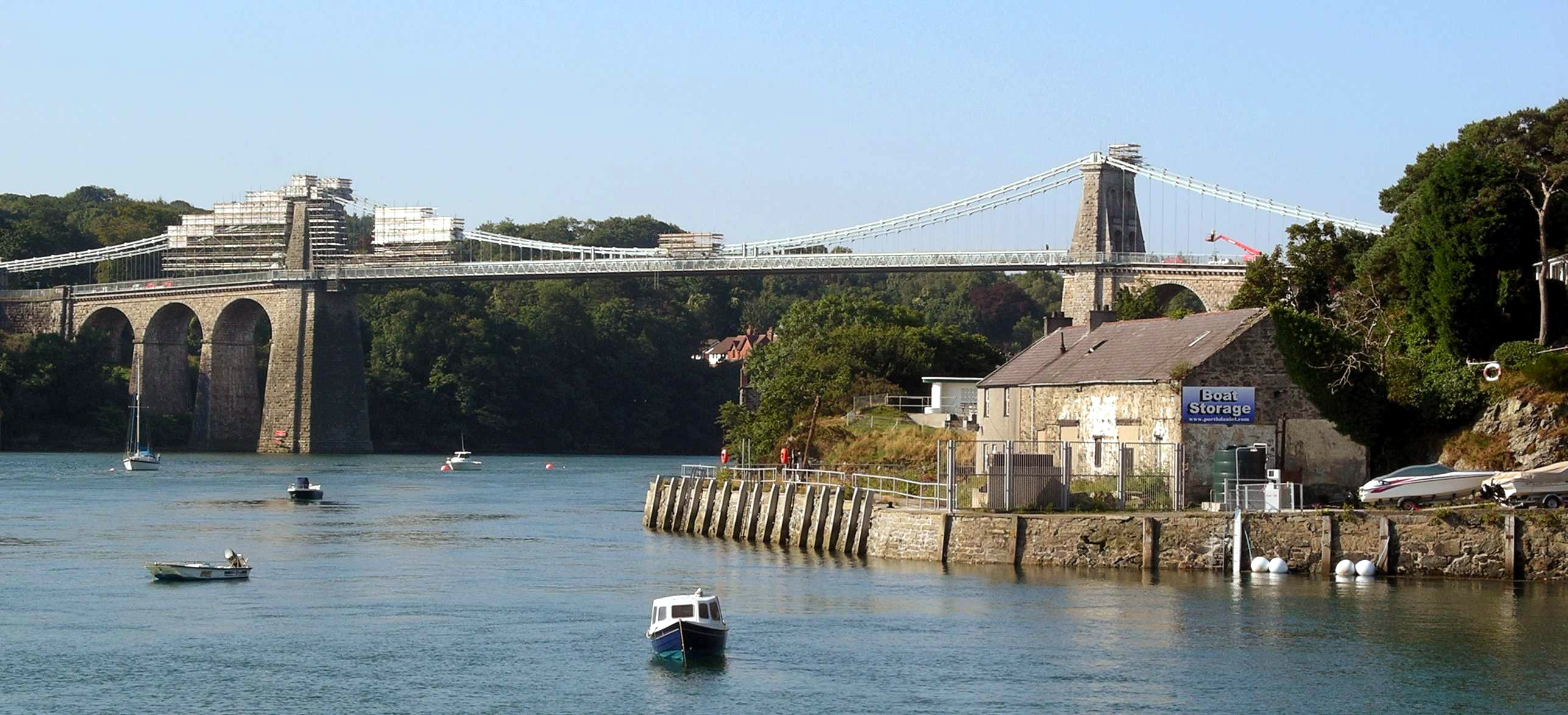
2005年に塗装が施されたメナイ吊橋（2005年8月）

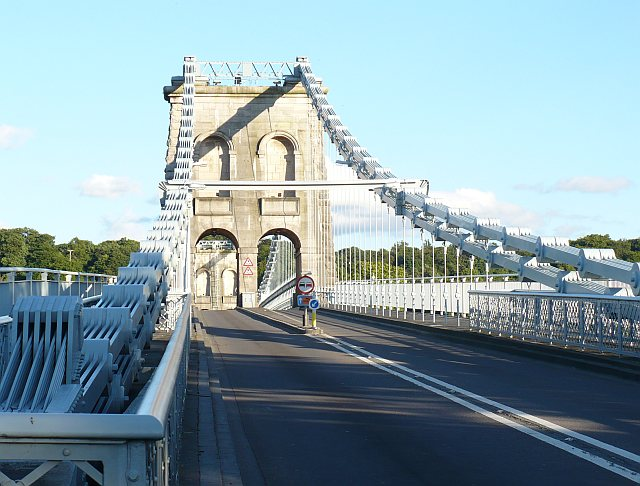
アングルシー側から見た吊橋（2008年6月）

車道の幅はわずか 24フィート (7.3 m) であり、間もなくトラスで補強しなければ、風に揺れて非常に不安定であることが分かった。1840年に、メナイ橋の橋床が W・A・プロビス (W. A. Provis) により補強され、1893年には木製の表層部（床版）全体がベンジャミン・ベイカーにより設計された鋼製の橋床に置き換えられた。また、長年にわたる4.5トンの重量制限は、増加する運輸産業に対して問題があるとされると、1938年から1941年に、もとの錬鉄製のチェーンが、橋を閉じることなく鋼製のチェーンに交換された。1999年には、橋は橋床の強化と 道路の再舗装のために約1か月閉鎖され、その間すべての行き来は隣のブリタニア橋を経由することを必要とした。
2005年2月28日、橋は世界遺産の候補としてユネスコに奨励された。同じ日に橋の1車線が6か月閉鎖され、交通は1つの片側車線に絞られて、午前中は本土へ、午後はアングルシー島への往還通行がなされた。橋は1940年以来65年ぶりの大規模な再塗装の後、2005年12月11日、双方向の通行が再開されるようになった。

## 文化

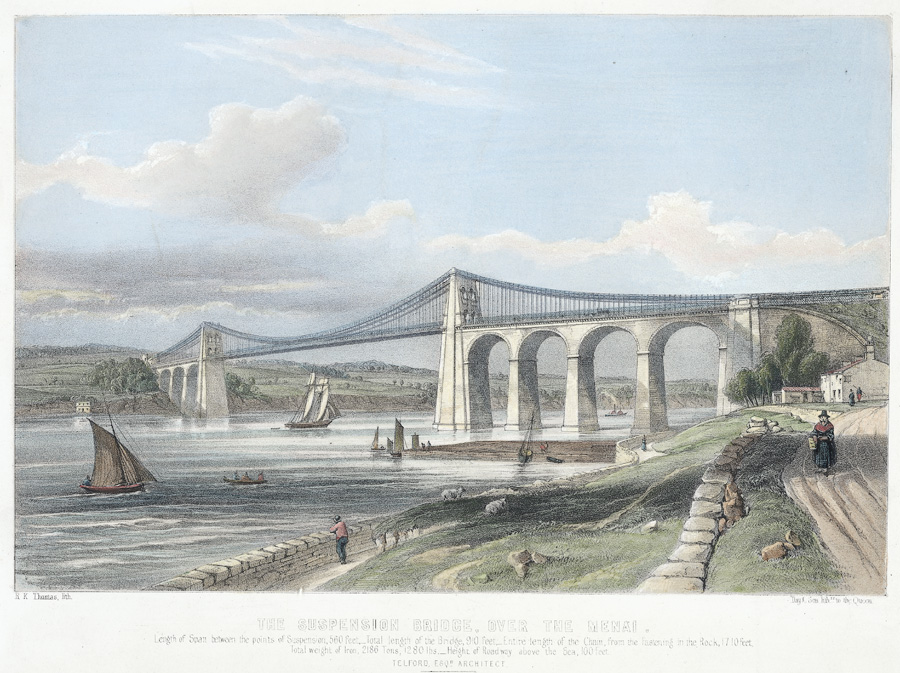
海峡に架かる吊橋の描画
（1840年ごろ）

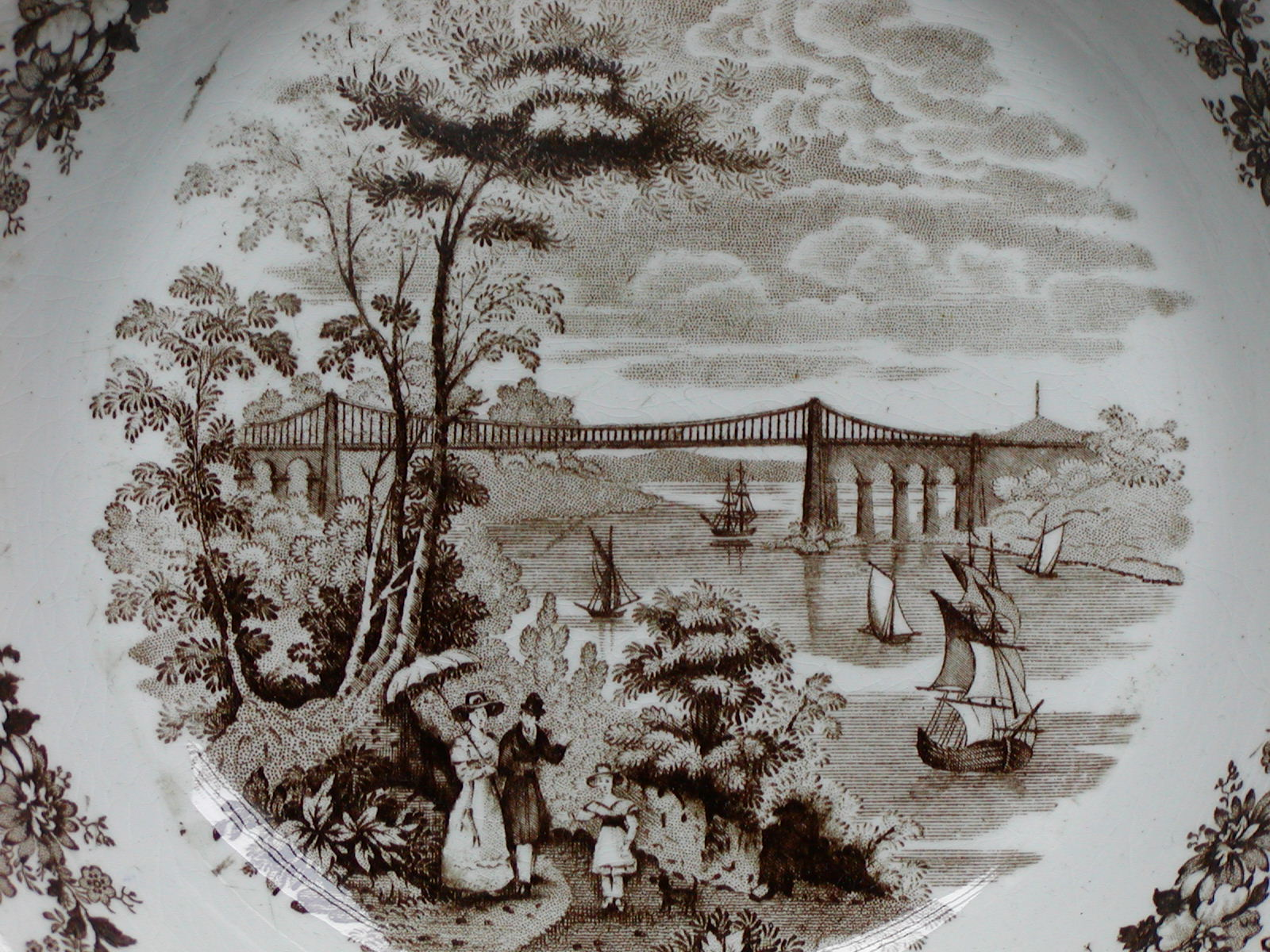
1840年代にスタッフォードシャー陶器の炻器皿に描かれた橋（J・L・ルーネベリ家）

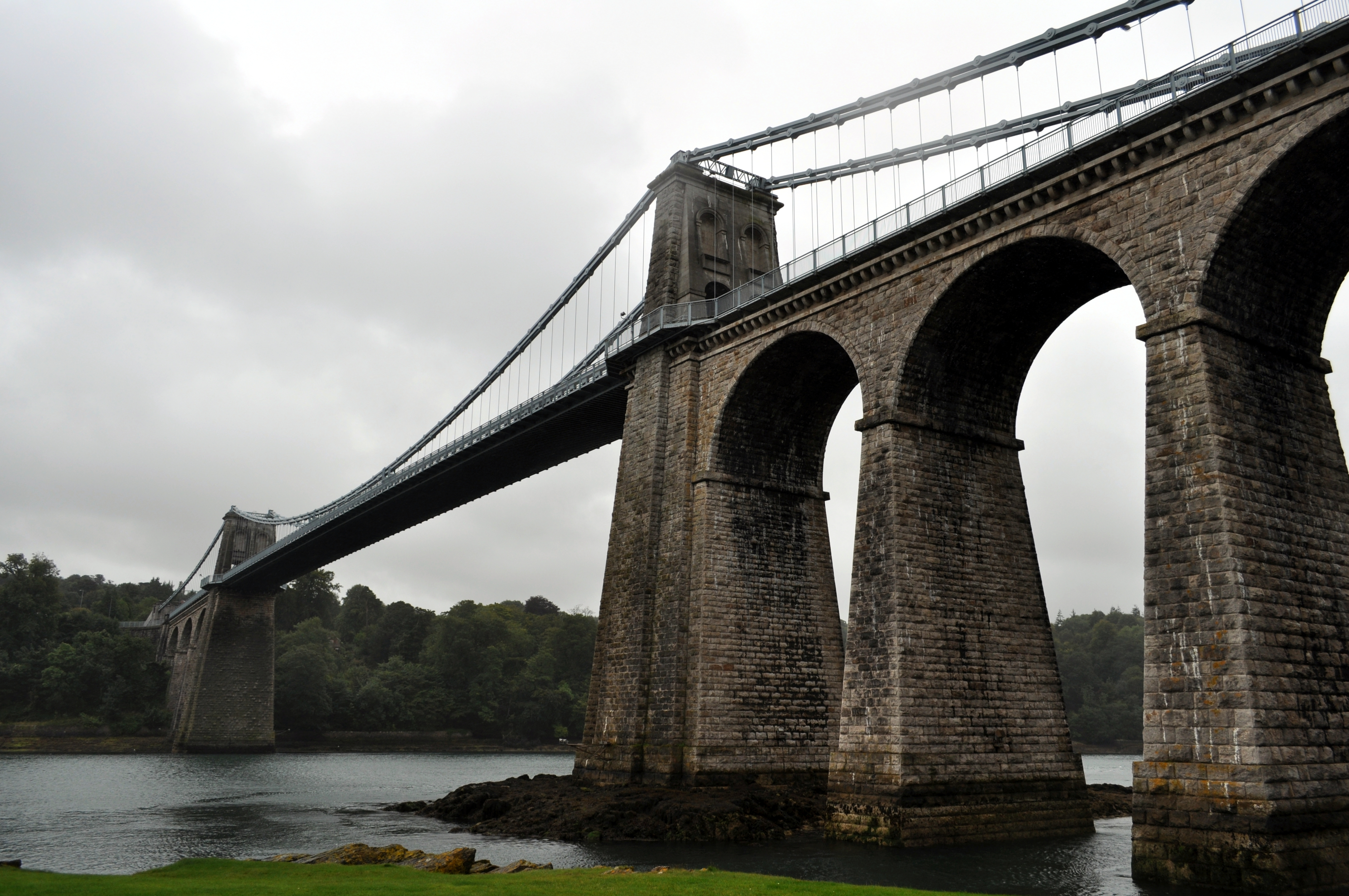
メナイ吊橋の橋脚と中央支間

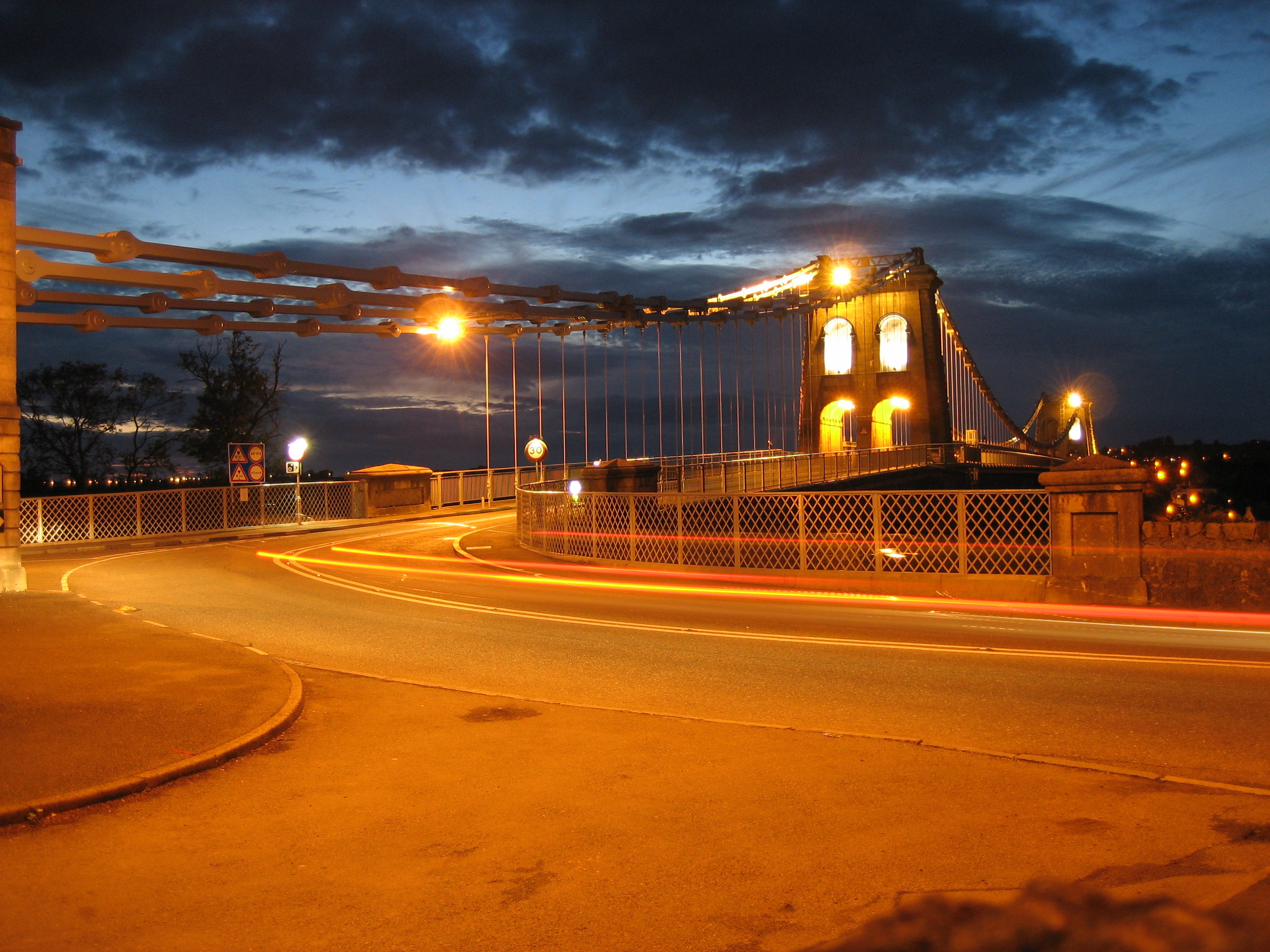
夕刻のメナイ吊橋

アングルジー島の沿岸を巡るアングルジー・コースタル・パスは橋の下を通過する。最寄りの居住地はメナイ・ブリッジの町である。
メナイ吊橋の橋脚の欄干から支柱の間にかけての表象が、2005年鋳造のイギリスの1ポンド硬貨の裏に描かれた。硬貨はイギリス人デザイナーで彫版工（エングレーバー）のエドウィナ・エリス (Edwina Ellis) によりデザインされた。
「メナイ・ブリッジ」はチャールズ3世のコードネームであり、チャールズが亡くなった際には、公式葬儀計画として「オペレーション・メナイ・ブリッジ」(Operation Menai Bridge〈メナイ橋作戦〉) が発動される。

### 引用
白の騎士からアリスへ:（白の騎士の歌）

"I heard him then, for I had just

Completed my design

To keep the Menai bridge from rust

By boiling it in wine."

「それは聞こえた、たったいま

工夫をおえたばかりゆえ

メナイ橋をばぶどう酒で

煮てさびるのを防ぐ法（て）を。」—「タラの目」、『鏡の国のアリス』、ルイス・キャロル

### ウェールズの「エングリン（詩）」
Uchelgaer uwch y weilgi – gyr y byd

Ei gerbydau drosti,

Chwithau, holl longau y lli,

Ewch o dan ei chadwyni.—Dewi Wyn o Eifion
High fortress above the sea – the world drives

Its carriages across it;

And you, all you ships of the sea,

Pass beneath its chains.

 （高い砦は海を越え – 世界を駆ける

 その馬車がそこを渡り、

 そしてあなた、あなたと海の船はみな

 その鎖の真下を過ぎる。）—デイヴィッド・オーウェン (David Owen, 1784–1841)

### 関連文献
- Norrie, Charles Matthew (1956). Bridging the Years: a short history of British Civil Engineering. Edward Arnold (Publishers) Ltd
- Richards, Robin (2004). Two Bridges over Menai (new revised ed.). Llanrwst: Gwasg Carreg Gwalch. ISBN 1845241304
- Jones, Reg Chambers (2011). Crossing the Menai: an illustrated history of the ferries and bridges of the Menai Strait. Wrexham: Bridge Books. ISBN 9781844940745
- Daimond, Bob (2019). Menai Suspension Bridge: The First 200 Years. Menai Heritage. ISBN 978-0-9932351-3-9 2020年9月11日閲覧。